# Wachirabarami (huyện)
Wachirabarami (tiếng Thái: วชิรบารมี) là một huyện (King Amphoe) ở tây bắc thuộc tỉnh Phichit, phía bắc Thái Lan.

## Địa lý
Các huyện giáp ranh (từ phía bắc theo chiều kim đồng hồ): Bang Rakam thuộc tỉnh Phitsanulok, Sam Ngam thuộc tỉnh Phichit, Sai Ngam, Lan Krabue thuộc tỉnh Kamphaeng Phet.

## Lịch sử
Huyện được thành lập 21 tháng 10 năm 1998 từ 4 tambon tách ra từ huyện Sam Ngam.

## Hành chính
Huyện này được chia thành 4 phó huyện (tambon), các đơn vị này lại được chia ra thành 50 làng (muban). Có các khu vực đô thị (thesaban), 4 tổ chức hành chính tambon.
| STT | Tên       | Tên tiếng Thái | Số làng | Dân số |  |
| --- | --------- | -------------- | ------- | ------ |  |
| 1.  | Ban Na    | บ้านนา          | 16      | 10.155 |  |
| 2.  | Bueng Bua | บึงบัว           | 12      | 8.353  |  |
| 3.  | Wang Mok  | วังโมกข์         | 10      | 6.610  |  |
| 4.  | Nong Lum  | หนองหลุม        | 12      | 5.621  |  |